# Cantón de La Ferté-Alais
El cantón de La Ferté-Alais era una división administrativa francesa, que estaba situada en el departamento de Essonne y la región de Isla de Francia.

## Composición
El cantón estaba formado por 12 comunas:
- Baulne
- Boissy-le-Cutté
- Boutigny-sur-Essonne
- Cerny
- D'Huison-Longueville
- Guigneville-sur-Essonne
- Itteville
- La Ferté-Alais
- Mondeville
- Orveau
- Vayres-sur-Essonne
- Videlles

## Supresión del cantón de La Ferté-Alais
En aplicación del Decreto nº 2014-230 de 24 de febrero de 2014, el cantón de La Ferté-Alais fue suprimido el 22 de marzo de 2015 y sus 12 comunas pasaron a formar parte; siete del nuevo cantón de Mennecy y cinco del nuevo cantón de Étampes.